# Hanna Yttereng
Hanna Maria Yttereng, née le 20 février 1991 à Trondheim, est une handballeuse internationale norvégienne.
Avec l'équipe de Norvège, elle connaît sa première sélection en mars 2011 face à la Russie. 

## Palmarès

### En club
compétitions internationales
- troisième de la Ligue des champions en 2019 (avec Vipers Kristiansand)
- finaliste de la coupe EHF en 2017 (avec SG BBM Bietigheim)

compétitions nationales
- championne de Norvège en 2019 (avec Vipers Kristiansand)
- championne d'Allemagne en 2017 (avec SG BBM Bietigheim)
- vainqueur de la coupe de Norvège en 2019 (avec Vipers Kristiansand)

### En sélection
autres
- vainqueur du championnat du monde junior en 2010
- vainqueur du championnat d'Europe junior en 2009[3]